# Anomaloglossus baeobatrachus
Anomaloglossus baeobatrachus é uma espécie de anfíbio da família Aromobatidae. Pode ser encontrada no Brasil, Guiana, Suriname e Guiana Francesa.